# حصار مدريد
حصار مدريد أو معركة مدريد والمعروفة أيضًا باسم الدفاع عن مدريد (بالإسبانية: defensa de Madrid)‏، هي سلسلة من أعمال حربية وقعت في منطقة مدريد أثناء الحرب الأهلية الإسبانية بعد انقلاب 17 و 18 يوليو 1936 العسكري التي قادها الجنرال مولا بنجاح في محمية المغرب الإسبانية وجزء من شمال إسبانيا. فبعد فشل محاولة التمرد في مدريد في الأيام التي تلت إعلان التمرد، ومع سقوط ثكنات مونتانا، ظلت العاصمة تحت الحكم الحكومي للجمهورية الإسبانية الثانية. من هذه اللحظة أصبح الاستيلاء على مدينة مدريد هدفًا عسكريًا للقوات المتمردة، فحاصرتها قوات الجنرال مولا من الشمال وقوات الجنرال فرانكو من الجنوب الغربي.
في الفترة من إعلان الانقلاب في إسبانيا في يوليو 1936 حتى اندلاع القتال حول مدريد في الأول في نوفمبر، تلقى جيش المتمردين عتادًا عسكريًا وجنودًا من ألمانيا النازية وإيطاليا الفاشية، بينما بدأت مساعدة الاتحاد السوفيتي لحكومة الجمهورية مع بداية معركة مدريد. فدار القتال في مرتفعات الهضبة الوسطى [الإسبانية]، حيث العوائق الجغرافية ليست موائمة للعمليات العسكرية ومن السهل نسبيًا مناورة قوات الجانبين عسكريًا، باستثناء الجبال الشمالية للنظام المركزي. كان البادئ بالخطة هو الجنرال مولا الذي قام بتحليل الموقف، وصمم خطة مسبقة للتقدم نحو المركز بسبب ضعف الدعم المقدم في البداية من القيادة الرئيسة الأولى. فالسيطرة على العاصمة مهمة للصراع وتحدد القوة التي يمكنها السيطرة على البلاد، فمدريد هي مركز سياسي وعسكري واستراتيجي واقتصادي من الدرجة الأولى، فضلاً عن أنها العاصمة السياسية ومقر حكومة الجمهورية. لكن بعد معركة غواداراما لم تتمكن الأرتال القادمة من بامبلونا وبلد الوليد وبرغش من عبور الممرات الجبلية، فاستقرت الجبهة الشمالية مع بداية أغسطس 1936. ومن تلك اللحظة احتلت قوات الجيش الأفريقي التي المتقدمة عبر الجنوب بقيادة الجنرال فرانكو مركز الصدارة.
على الرغم من أن المعارك الرئيسية جرت بين خريف 1936 وربيع 1937 مع بداية الحرب، إلا أن هناك أيضًا معارك مهمة في مناطق قريبة من العاصمة خلال صيف وخريف 1936. هي الأولى التي تم فيها قصف أهداف مدنية داخل المدن، وهو الشيء الذي استمر بتنفيذه في العديد من المدن الإسبانية خلال الصراع الإسباني، وأيضا خلال الحرب العالمية الثانية.

## البداية

### القتال في سييرا دي مدريد

إسبانيا في بداية الصراع. الأصفر:مناطق المتمردين، والوردي:للحكومة.

أدار الجنرال إميليو مولا المؤامرة الانقلابية بعدما أزاحته حكومة مانويل أثانيا من منصبه في محمية المغرب وأرسلته إلى بامبلونا ليكون قائد نافارا العسكري، وهو «مدير» المؤامرة العسكرية التي سعت إلى إنهاء حكومة الجبهة الشعبية التي فازت من صناديق الاقتراع في فبراير 1936. للقيام بذلك أرسل إلى الضباط المتورطين في المؤامرة ثلاثة عشر من التعليمات المحفوظة. وفيها تم تحديد الهدف هو مدريد. فالخطة الموضوعة هي خطة محددة ذات طبيعة موجهة (على عكس الخطط السابقة للاجتماع العام والتي كانت بطبيعتها مشتتة). وفيها تتوجه حاميات  وفالنسيا وسرقسطة وبرغش وبلد الوليد نحو العاصمة مدريد لاحتلالها. وقد فشلت انتفاضة 17-20 يوليو 1936 في بعض الأماكن ونجحت في أماكن أخرى، بسبب تداخل عوامل مختلفة مثل تردد بعض القادة، والجهل بتوجيهات مولا في بعض المناطق العسكرية، وفترة الصيف التي كان فيها عدد لابأس فيه من القادة المتوسطين في إجازة، إلخ. وفي مدريد على الرغم من وجود بعض ثكنات المتمردين، ظل معظمهم موالين للحكومة ولم تتبع كل الحاميات الخطط الموضوعة. على الرغم من ذلك، نجح مولا في تسليط الضوء على ثلاثة طوابير آلية من بلد الوليد وبرغش وبامبلونا. وكان طابور بامبلونا مكونًا من ميليشيات الريجيتا التي تدربت لأشهر، إلى جانب ثلاث كتائب مشاة. وغادر طابور برغش في 20 يوليو. وفي يوم 23 يوليو غادر طابور بلد الوليد بقيادة العقيد سيرادور. وقد توقفت تلك القوة في أماكن مختلفة على المنحدرات الشمالية للنظام المركزين، وكانت أول من ضايق مدريد من الشمال. وبالنهاية توقفت العمليات مع بداية أغسطس 1936. وقد كشف هذا الوضع أن خطة مولا الأساسية بالتقدم نحو مدريد من الشمال قد فشلت.

### اقتراب المتمردين من العاصمة

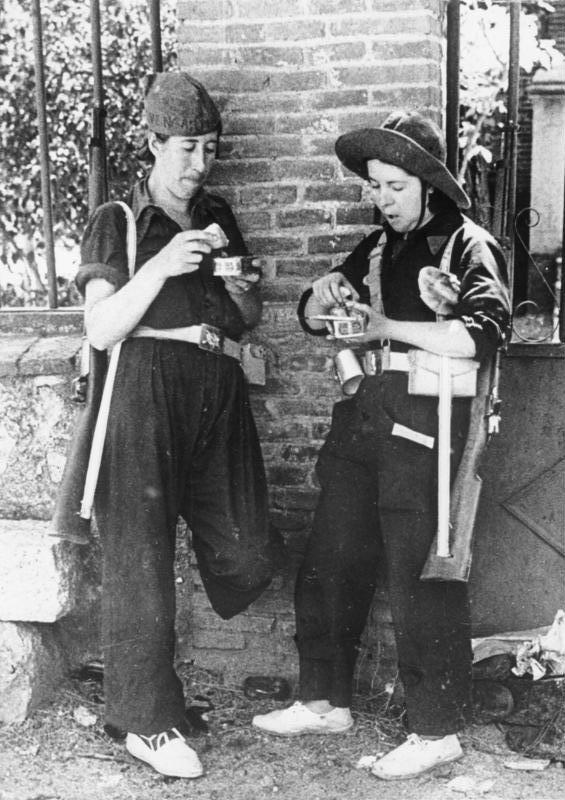
نساء مليشيات جمهوريات أخذن استراحة من القتال في صيف عام 1936. خلال الأشهر الأولى من الحرب، وكانت مليشيات الأحزاب والتنظيمات اليسارية هم عماد التنظيمات لمواجهة القوات المتمردة حتى إنشاء الجيش الجمهوري الإسباني.

ارتفعت الروح المعنوية للمتمردين مع انتصاراتهم في احتلال المدن، بدأوا مع بداية أكتوبر بإعادة تنظيم قوانهم في جبهة نهر تاجة، فاستأنفوا تقدمهم نحو مدريد. وحشد مولا في 3 أكتوبر عدد من الطوابير في الشمال والغرب والجنوب. لكن أمام مقاومة الجمهوريين العنيفة في الجبال، عدل من خطته، مما أعطى الأولوية للتقدم من الجنوب. فتصلب المقاومة الجمهورية واضح للعيان، على الرغم من أن القوات المتمردة لا يمكن إيقافها. فالجنود المغاربة من النظاميين والفيلق هم رأس الحربة في تشكيلات طوابير التمرد بعد تقدمها نحو إشبيلية قبل شهرين. لكن تلك القوات قد انهكت جدا. وأكد الجنرال الجمهوري ليستر أنه أسر حوالي 50 من المغاربة خلال هجوم جمهوري مضاد، وأرسلهم إلى ثكنات حرسه الخلفية، ليكتشف هناك أنهم إسبان يرتدون زي النظاميين المغاربيين.
وكان فرانكو على علم بظهور تهديد جدي: فقد وصلته تقارير ألمانية حول مرور السفن السوفيتية المحملة بالعتاد العسكري عبر مضيق الدردنيل، وهي نتاج وصول سفير سوفياتي إلى مدريد وبداية العلاقات السياسية بين الاتحاد السوفيتي والجمهورية الإسبانية الثانية. فقرر الزعيم السوفيتي جوزيف ستالين والكومنترن كسر العزلة الدبلوماسية للجمهورية والبدء في إرسال المستشارين والعتاد العسكري. وفي 15 أكتوبر وصلت سفينة الشحن السوفيتية كمسمول محملة بـ 50 دبابة من طراز T-26 ومستشارين عسكريين إلى قرطاجنة، وقد وصل العتاد السوفيتي الجديد إلى جبهة مدريد يوم 19 أكتوبر. ومن قرارات الكومنترن الأخرى هو تنظيم قوة من المتطوعين للحرب في إسبانيا ومركزها في باريس، على الرغم من أنه قد تم تنظيمه فعليًا منذ الصيف الماضي، وأطلق عليه اسم الألوية الدولية، وأرسلت مع بداية الخريف إلى مدينة البسيط الإسبانية، والتي سيصبح مقرها منذ ذلك الحين. وتجدر الإشارة إلى أن هذا الدعم الدبلوماسي والعسكري من الاتحاد السوفياتي كان مصحوبًا بوجود عملاء سوفيات من NKVD، وأنه تسبب في زيادة كبيرة في قوة PCE، وهو الأمر الذي تعرض لاحقًا لانتقادات شديدة ولكن تم اعتباره على أنه أهون الشرور في ذلك الوقت.
بدأت حكومة لارجو كابييرو في اتخاذ الإجراءات والاستعداد للدفاع عن مدريد بتأسيس الجيش الشعبي الجديد للجمهورية في 10 أكتوبر، ووضعه تحت قيادة رجل عسكري محترف. ولكن الجيش احتاج وقتًا طويلًا كي يكون جاهزًا للعمل. فقد كان عماد القوة الأساسية للجبهة الجمهورية هو الميليشيات الأناركية والاشتراكية والشيوعية. لقد أظهرت تلك الجموع روحها القتالية العالية، ولكنها ضعيفة جدا في الاستعداد العسكري، مصحوبة بتجربة قتالية محدودة لزعمائهم. فبعد انتفاضة 18 يوليو تفككت الدولة والقوات المسلحة للجمهورية، الأمر الذي شكل حدثًا كارثيًا نحو الحرب ضد الجانب الشرعي. من تلك اللحظة بدأت الدولة في إعادة البناء لتفرض نفسها وتوقف المتمردين قبل فوات الأوان. وفي 29 أكتوبر جرى أول هجوم جمهوري كبير مضاد في سيسنيا بضواحي مدينة طليطلة، حيث جرت أول معركة بدبابات تي-26 التي وصلت حديثًا. وعلى الرغم من صدهم إلا أن الجنرال ياغوي قد أكد منذ شهر بالقادم الأسوأ، وقد تم تأكيد ذلك للعديد من القادة المتمردين، لكن الخطط استمرت حتى أصبح القتال يقترب بازدياد من ضواحي العاصمة.

## معركة مدريد (نوفمبر 1936)

### التجهيز للهجوم
بعد محاولة التمرد الفاشلة التي جرت يومي 17 و 18 يوليو 1936، بقيت مدن مثل مدريد موالية للجمهورية. وكانت القوات المتمردة في المغرب تتجمع في جنوب شبه الجزيرة، إلى أن بدأ تقدمهم يوم 2 أغسطس نحو مدريد. واستمروا ثلاثة أشهر يقاتلون في منطقة إكستريمادورا حتى أصبحوا على أطراف مدريد بالقرب من كاسا دي كامبو يوم 6 نوفمبر، كانت الطوابير المهاجمة الأربعة (طابور كاستيخون وأسينسيو وبارون وتيلا) على بعد سبعة كيلومترات من بويرتا ديل سول، حيث واجهت مشاكل تكتيكية مختلفة، ولكن ذلك لم يمنع تقدمها أو إيقافها في أي وقت. وكانت بداخوز وطليطلة هما المدينتان ذات الكثافة السكانية العالية اللتان هوجمتا خلال تلك الفترة (باداخوز في 14 أغسطس من قبل الجنرال ياغوي وطليطلة من قبل الجنرال فاريلا). كانت تكتيكات القوات المهاجمة متشابهة، بحيث تنفذ أولاً هجوم شديد القوة بدعم من المدفعية الثقيلة، ثم تحيطها الأجنحة (تكتيك الكماشة)، وقد استخدم هذا التكتيك لإحداث حالة من الذعر بين قوات الميليشيا التي تلقت القليل من التدريب العسكري، مما تسبب في انسحاب غير منظم انتهى به الأمر إلى تفكيك الدفاع. وفي بعض الحالات تم تطويق قوات الميليشيات تاركة لها طريق مفتوح للهروب، ولكنه يقصف بشدة بالمدفعية. تم تنفيذ هذه التكتيك مرارًا وتكرارًا خلال التقدم إلى مدريد. ولكن أصبح الآن الهدف الجديد أكبر والاحتمالات للوصول إليه ستكون متعددة.
كان للجمهوريين ميزة جغرافية في الدفاع عن مدريد: فقد فصل نهر مانزاناريس القوميين عن وسط المدينة، وهو عقبة جغرافية كبيرة. فخطط مولا للهجوم على مدريد في 8 نوفمبر 1936 من خلال منتزه كاسا دي كامبو على جبهة بعرض 1 كـم (0.62 ميل) لتجنب قتال الشوارع، حيث المنتزه هو ريف مفتوح ويقع على الجانب الآخر من النهر القادم من وسط المدينة. كانت نية مولا الأولية هي الاستيلاء على المدينة الجامعية في شمال مركز المدينة مباشرة، لإنشاء جسر يعبر مانزاناريس. كما شن هجومًا تحويليًا باتجاه ضاحية كارابانتشيل التي تسكنها الطبقة العاملة في الجنوب الغربي من وسط المدينة. ولكن مخطط الهجوم قد وقع بيد الجمهوريين في 7 نوفمبر، بعدما وجدوها في جثة ضابط إيطالي عثر عليه في دبابة مدمرة، ومن ثم تمكنوا من تركيز قواتهم في كاسا دي كامبو لمواجهة الهجوم الرئيسي.
أصبح الجسر الفرنسي [الإنجليزية] موقعًا مهمًا على نهر مانزاناريس. فقاد العقيد روميرو القوات الجمهورية هناك وصد بشكل فعال محاولات عبور القوميين ووصولهم إلى وسط مدينة مدريد.

### الهجوم الأول
هاجم مولا في 8 نوفمبر ب 20 ألف جندي معظمهم من النظاميين المغاربة،و مدعومين بالدروع الإيطالية الخفيفة ودبابات بانزر-1 الألمانية بقيادة الضابط الألماني فيلهلم فون توما. كما قدم فيلق الكندور الألماني دعمًا جويًا، مما أدى إلى خسائر فادحة في مباني الأحياء.
كان الجمهوريون قد نشروا 12,000 جندي في كارابانتشيل و 30 ألفًا آخرين لمواجهة الهجوم الرئيسي في كاسا دي كامبو. على الرغم من تفوقهم في العدد، إلا أنهم كانوا مجهزين تجهيزًا سيئًا لأن معظمهم كان لديهم أسلحة بسيطة، وفي أجمل الأحوال تمر البندقية على عشر أشخاص. بالإضافة إلى ذلك لم يتم تدريب معظمهم على استخدام الأسلحة، ولم يقاتلوا من قبل. ومع ذلك فقد تمكنوا من صد هجوم القوميين في كاسا دي كامبو. إلا أن بعض النظاميين تمكنوا من اختراق الحدود وعبروا خلال مانزاناريس باتجاه السجن النموذجي الذي هو هدف الهجوم، لكن الهجوم توقف عند الحافة الغربية للمدينة. من المعروف أن الجنرال الجمهوري مياخا ذهب بنفسه إلى المباني المدمرة التي لجأت إليها القوات الجمهورية المنهزمة، ودعاهم والمسدس في يده إلى التجمع والموت معه، بدلاً من الفرار واعتبارهم جبناء. ودعت إذاعة المدينة طوال النهار المواطنين إلى التعبئة ودعم الجبهة، بالهتاف الحاشد (بالإسبانية: No pasarán)‏ («لن يمروا!»).
ووصل إلى الجبهة في وقت متأخر من يوم 8 نوفمبر اللواء الدولي الحادي عشر، وقوامه 1900 مقاتل، فسار عبر غران فيا بوسط المدينة. على الرغم من ضعف تدريبه، فقد تم استعجاله إلى الجبهة ليكون قوة إسناد. وكان وصولهم مثابة دفعة معنوية كبيرة للمدافعين عن مدريد. فتلك القوات الأجنبية هي خليط من متطوعين من ألمانيا وفرنسا وبريطانيا ودول أخرى، ومن بينهم إزموند روميلي ابن شقيق ونستون تشرشل، واستقبله الأهالي بهتاف vivan los rusos («يحيا الروس»)، حيث  تم الخلط بينه وبين المشاة السوفيت.

### التوقف ثم الهجوم المضاد
حول القوميون في 9 نوفمبر تركيز هجومهم نحو ضاحية كارابانشيل، لكن المنطقة ذات الكثافة الحضرية كانت عقبة صعبة للغاية. فانحصرت القوات المغربية الاستعمارية في قتال من منزل إلى منزل (فلديهم القليل من الخبرة السابقة لأن معظم قواتهم كانت في حرب المناطق المفتوحة) وتكبدوا خسائر فادحة على أيدي رجال الميليشيات الذين يعرفون الخريطة الحضرية جيدًا.
في مساء يوم 9 نوفمبر شن الجنرال كليبر هجومًا من اللواء الدولي 11 على المواقع القومية في كاسا دي كامبو، والذي استمر طوال الليل وحتى صباح اليوم التالي، حتى أجبرتها في النهاية على التراجع. وتخلى القوميون عن آمالهم بالهجوم المباشر على مدريد من خلال كاسا دي كامبو، في حين فقد اللواء 11 ثلث رجاله. في غضون ذلك شنت القوات الجمهورية هجومًا مضادًا على طول الجبهة في مدريد أيام 9 و 10 و 17 نوفمبر، مما أدى إلى تقهقر القوميين عن بعض الأماكن، لكن تلك العملية تسببت في خسائر فادحة بين الطرفين.
وفي 15 نوفمبر وصلت تعزيزات من 4000 لاسلطوي من الكونفدرالية بقيادة بوينافينتورا دوروتي من جبهة أراغون للدفاع عن العاصمة.
في 11 نوفمبر وقعت مذبحة شائنة على الجانب الجمهوري. حيث تم إخراج 1029 سجينًا قوميًا محتجزين في سجن موديلو وقتلهم في وادي خاراما من قبل الفوج الخامس الجمهوري بصفتهم «طابور خامس» محتمل. وزُعم أن عمليات القتل صدرت بأمر من الزعيم الشيوعي سانتياغو كاريو، لكن لم يتم إثبات ذلك مطلقًا. وفقًا لأنطوني بيفور فإن من أمر بالمذبحة هو خوسيه كازورلا مور نائب كاريلو أو المستشار السوفيتي ميخائيل كولتسوف. أدان مدير الأسرى الأناركي ميلكور رودريغيز الفظائع.
اختلف الكولونيل روميرو مع الفوضويين، فطلب إقالة ريكاردو سانز وحل طابور دوروتي وتوزيعه على الوحدات الأخرى.
في 12 نوفمبر شن اللواء الدولي 12 الذي وصل حديثًا بقوات ألمانية واسكندنافية وفرنسية وبلجيكية وإيطالية بقيادة ماتي زلكا، فشن هجومًا على مواقع القومية في تل سيرو دي لوس أنجليس جنوب المدينة، لمنع قطع طريق فالنسيا. إلا أن الهجوم انهار بسبب مشاكل اللغة وصعوبة التواصل وعدم كفاية الدعم المدفعي، لكن الطريق إلى فالنسيا ظل مفتوحًا.

### هجوم القوميين الثاني
شن القوميون هجومهم الثاني يوم 19 نوفمبر. تحت غطاء قصف مدفعي مكثف، قاتلت قوات الفيلق المغربي والأجنبي في طريقها نحو حي مدينة مدريد الجامعية. وبينما كانوا بتأكيد تقدمهم قاموا بإنشاء جسر فوق نهر مانزاناريس. تلا ذلك قتال مرير في الشوارع، وقتل دوروتي الزعيم الأناركي في نفس اليوم. ولا يزال سر موته غامضا، وإن حاولت ثلاث نظريات تفسيره: الأولى تقول بأن رصاصة قد أتت من جندي قومي. وتذكر النظرية الثانية أن دوروتي قُتل بسبب إطلاق أحد أسلحة رجاله عرضيًا. أما الثالثة فتشير إلى أنه تعرض للخيانة وقتل بأمر من الشيوعيين. على الرغم من الهجمات المضادة الشرسة من قبل اللواء الدولي ال 11 والوحدات الجمهورية الإسبانية، فقد حافظ القوميون على موطئ قدمهم في المدينة الجامعية، وبحلول نهاية المعركة امتلكوا ثلاثة أرباع المجمع. ومع ذلك فشلت محاولتهم لاقتحام مدريد في مواجهة مقاومة جمهوريين شديدة بشكل غير متوقع. أوقف فرانكو هجمات المشاة، حيث لم يرد المخاطرة بفقدان أي من أفضل قواته النظامية وقوات الفيلق.
في 23 نوفمبر عقدت هيئة الأركان العامة اجتماعا في ثكنة ليغانيس للسكك الحديدية، وحضره فرانكو لأول مرة بالإضافة إلى الجنرالات مولا وساليكيت وفاريلا. كان الغرض من الاجتماع هو مراجعة حالة الوضع. وفي السياق تم اقتراح إستراتيجية جديدة تمثلت بوقف الهجوم على المدينة وجعل مدريد هدفا للقصف. فقد تحولت تلك المعركة إلى حرب استنزاف. وهذا الاجتماع يعني أن معركة المدينة الجامعية انتهى بها الأمر إلى أن تكون في جبهة دائمة وأن «دفاع مدريد» سيتخذ من الآن جبهات جديدة في شمال غرب مدريد. فكرة عزل مدريد عن طريق التفاف الكماشة قد نقل تمركز المواجهة في ديسمبر إلى طريق لاكورونيا، واستمرت بعدها في فبراير 1937 مع معركة خاراما، وأخيراً في آخر محاولة للاقتراب من مدريد في مارس 1937 مع معركة غوادالاخارا بواسطة القوات الإيطالية. ولوضعه المميز قرر الجنرال فرانكو إبقاء قواته في المواقع الأكثر تقدمًا التي وصلوا إليها، بدلاً من سحبها إلى خطوط حصار أفضل. كان مركز القيادة المتقدم للقوات المهاجمة يقع في مدرسة الهندسة المعمارية لأنه كان أول مبنى يتم الوصول إليه من ممر الموت. ولإبقاء الجبهة متماسكة، ظهر شكل جديد للحرب لم يكن معروفًا حتى ذلك الوقت: حرب الألغام.

### القصف الجوي

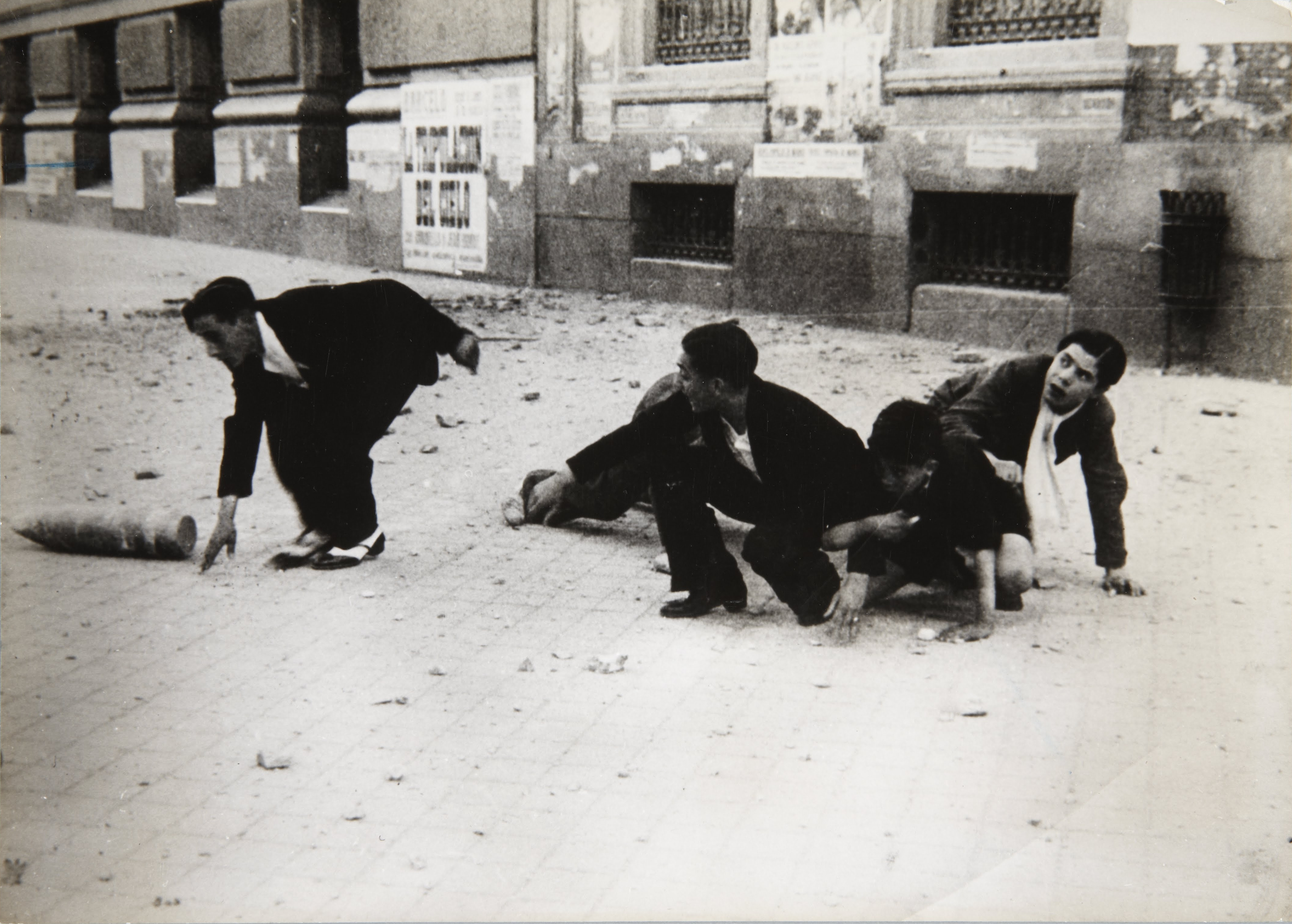
شباب يفرون من قذيفة سقطت على غران فيا.

بعد فشله في الاستيلاء على مدريد، أمر فرانكو بقصف جوي على المناطق السكنية في المدينة بهدف ترويع المدنيين للاستسلام، باستثناء ضاحية سالامانكا الراقية، والتي كانت تحوي العديد من مؤيدي القوميين. نُقل عن فرانكو قوله: «سأدمر مدريد بدلاً من أن أتركها للماركسيين».
في ليلة 8 نوفمبر قصفت 14 طائرة يو 52 الألمانية العاصمة، مما تسبب في سقوط العديد من الضحايا. وصرح إدوين لانس ممثل بريطانيا الدبلوماسي الذي أصيب بجروح:«شكْل القصف الليلي على وسط مدينة أبشع جريمة في التاريخ». وخلف قصف أيام 9 إلى 15 نوفمبر عشرات الآلاف من القتلى، حيث قصف مستشفى سان كارلوس وسانتا إيزابيل (قتل العديد من المرضى بسبب الشظايا). فتعرض متحف ديل برادو للقصف يوم 16 نوفمبر، على الرغم من أنه تم إخماد الحريق بسرعة، إلا أن اللوحات الرئيسية قد نقلت إلى فالنسيا. وقصف في نفس اليوم المكتبة الوطنية، مما أدى إلى نقل 630,000 مجلد عثر عليها في أقبية المبنى. اعتبارا من ذلك التاريخ أصبحت التفجيرات الليلية أيضا معممة. واستمر في ليلة 17 نوفمبر من التاسعة ليلاً إلى الثانية صباحًا. وأصبحت مدريد بسبب القصف في حالة من الفوضى، وكما أوضح شاهد عيان:«كان على سكان مدريد أن يلجأوا في كثير من الأحيان إلى مترو الأنفاق أو في المداخل وسط ضجيج الانفجارات وصفارات سيارات الإسعاف والإطفاء».
في 18 و 19 نوفمبر 1936 تعرضت مدريد لموجة قصف شديدة ليلا ونهارا، لقي خلالها 133 مدنيا مصرعهم، مما دفع السلك الدبلوماسي إلى نشر مذكرة احتجاج يوم 20 على القصف الجوي «الذي تسبب فيه العديد من الضحايا العزل من السكان المدنيين بمن فيهم الكثير من النساء والأطفال». وبالمثل ندد الصحفي الفرنسي لويس ديلابري أيضًا بالقصف العشوائي على السكان المدنيين، لكن صحيفة باريس سوار رفضت نشر أي من مقالاته، لا سيما تلك التي استنكر ذبح النساء والأطفال.
استمر القصف في الأشهر التالية، واعتبارًا من يناير 1937 ساد القصف المدفعي من كاسا دي كامبو على قصف الطيران. وهكذا احتفلت القوات المتمردة بالعام الجديد بقصف بويرتا ديل سول باثنتي عشرة قذيفة أطلقتها المدفعية المتمردة الواقعة على تل جارابيتاس في كاسا دي كامبو.
يمكن القول إن هذا التكتيك لفرانكو كان له نتائج عكسية، حيث لم يخضع السكان الجمهوريون في مدريد للاستسلام، وانتقد الصحفيون الأجانب مثل إرنست همنغواي بشدة القصف الجوي للمدنيين، وهو الأول في تاريخ الحروب. وفوق ذلك بدا أن خسائر القصف الجوي كانت منخفضة نسبيًا. فلا يوجد رقم محدد للخسائر المدنية التي تسبب بها، ولكن وفقًا لهيو توماس كان عدد القتلى حوالي 2,000. ومنذ أوائل 1937 فصاعدًا نمت مقاومة المقاتلين وخبرة الطيارين الجمهوريين أيضًا بشكل أقوى، مما حد من فعالية القصف خلال النهار.

### استقرار الجبهة
هدأت المعركة في ديسمبر بانهاك كلا الجانبين. فقد استقر خط المواجهة في المدينة، الذي امتد من النتوء القومي البارز فوق نهر مانزاناريس في المدينة الجامعية وعبر منتزه كاسا دي كامبو، وعبر شوارع منطقة كارابانشل التي تعرضت لقصف مدفعي وجوي متقطع. وأصبح الطعام نادرا مع حلول الشتاء. فقام اتحاد العمال العام UGT بنقل بعض الصناعات الحيوية إلى أنفاق مترو المدينة التي لم تكن قيد الاستخدام. وكان آخر إجراء قام به فرانكو في 1936 هو محاولة قطع الطريق المؤدية إلى لا كورونيا، شمال شرق مدريد لتكون خطوة أولى لإحاطة العاصمة الإسبانية. ولم تؤد معركة طريق كورونا إلا إلى طريق مسدود.
لم يتم إحصاء الإصابات التي وقعت في معركة مدريد بدقة، لكن المؤرخ البريطاني هيو توماس قدر عددهم بنحو 10,000 لكلا الجانبين مع المدنيين.

## المعارك حول مدريد (1937)
بعد معركة مدريد حاولت حكومة الجمهورية إعادة تنظيم قواتها المسلحة من مجموعة من المليشيات إلى جيش نظامي (الجيش الجمهوري الشعبي). وقد تحقق ذلك من خلال دمج الميليشيات في هياكل عناصر الجيش الذي انحاز إلى جانب الجمهورية. ومن الناحية النظرية قلل من قوة الأحزاب السياسية مقارنة بالحكومة، لكنه عمليا زاد من نفوذ الحزب الشيوعي ، الذي قاد تنفيذ السياسة من خلال الوحدات الموالية والمنضبطة والعسكرية التابعة لميليشيات العمال والفلاحين المناهضة للفاشية (MAOC). كما كان على مقربة من الحزب الشيوعي مزودي الأسلحة السوفييت والمتطوعين والمستشارين الأجانب، وكلا المجموعتين توفر الكثير من الخبرة العسكرية العملية على الجانب الجمهوري. لذلك كان للحزب تأثير لاينضبط مع تعيين القادة العسكريين ووضع السياسة العسكرية.
وفي 1937 كانت هناك معركتان كبيرتان في المنطقة المجاورة لمدريد، معركة خاراما (من يناير إلى فبراير) ومعركة برونيتي (يوليو). بالإضافة إلى ذلك خاضت معركتان أخريان في أماكن أبعد وهو جزء من الحملة القومية للسيطرة على العاصمة: في مارس في غوادالاخارا وفي نهاية ديسمبر في تيرويل شمال شرق مدريد.
كانت المعركة الأولى في أوائل 1937 قد حاولت فرانكو عبور نهر خاراما لقطع الطريق بين مدريد وبلنسية، حيث نقل الجمهوريون حكومتهم. كانت النتائج غير حاسمة. تمكنت قوات فرانكو من الوصول إلى الضفة الشرقية لنهر خاراما لكنها فشلت في قطع الاتصالات بين مدريد وفالنسيا. كانت الخسائر في كلا الجانبين فادحة، حيث تراوحت تقديرات الخسائر من 6,000 إلى 20,000 لكل جانب.
في مارس دارت معركة غوادالاخارا على بعد 60 كيلومترًا شمال شرق مدريد عندما صدت القوات الجمهورية محاولة من القوات الإيطالية لعبور خاراما، وتطويق دفاعات مدريد وشن هجوم على المدينة. تضرر حوالي ثلث مدينة مدريد بشدة، لكن الروح المعنوية لا تزال قوية بين السكان، ويفتخر المدريديون بممارسة «الأعمال التجارية المعتادة» تحت النيران.
وفي مايو حاولت القوات الجمهورية بقيادة الضابط الشيوعي البولندي كارول سفرتشيفيسكي كسر حصار مدريد في هجوم مدرع، لكنها صُدت. وشن الجمهوريون في يوليو هجومًا أكثر طموحًا نحو الشمال بقصد تطويق القوميين. ومع ذلك وصلت معركة برونيت مرة أخرى إلى طريق مسدود دموي. استولى الهجوم الجمهوري الأولي على برونيتي ودفع الجبهة القومية إلى الوراء بحوالي 12 كيلومترًا، لكن الهجمات المضادة القومية الحاسمة استعادت هذه المنطقة بنهاية المعركة. كانت خسائر الجمهوريين أعلى بكثير من خسائر القوميين.
في أواخر 1937 استولى القوميون على جزء كبير من شمال إسبانيا، معقل البلاد الصناعي مع العديد من مصانع الأسلحة التي دعمت المجهود الحربي الجمهوري. وفي نهاية العام اعترض القائد الجمهوري للفيلق الرابع سيبريانو ميرا الخطط القومية بهجوم جديد على مدريد من اتجاه سرقسطة. شن الجنرال فيسنتي روخو هجومًا وقائيًا من تلقاء نفسه، مع أكثر من 100,000 رجل في 15 ديسمبر واستولى على بلدة طرويل. دفع هجوم روخو إلى هجوم فرانكو المقترح على مدريد، لكنه أدى إلى واحدة من أكثر المعارك دموية في الحرب، مع أكثر من 100,000 ضحية من كلا الجانبين.

## الاقتتال الداخلي وسقوط مدريد (1938 - مارس 1939)

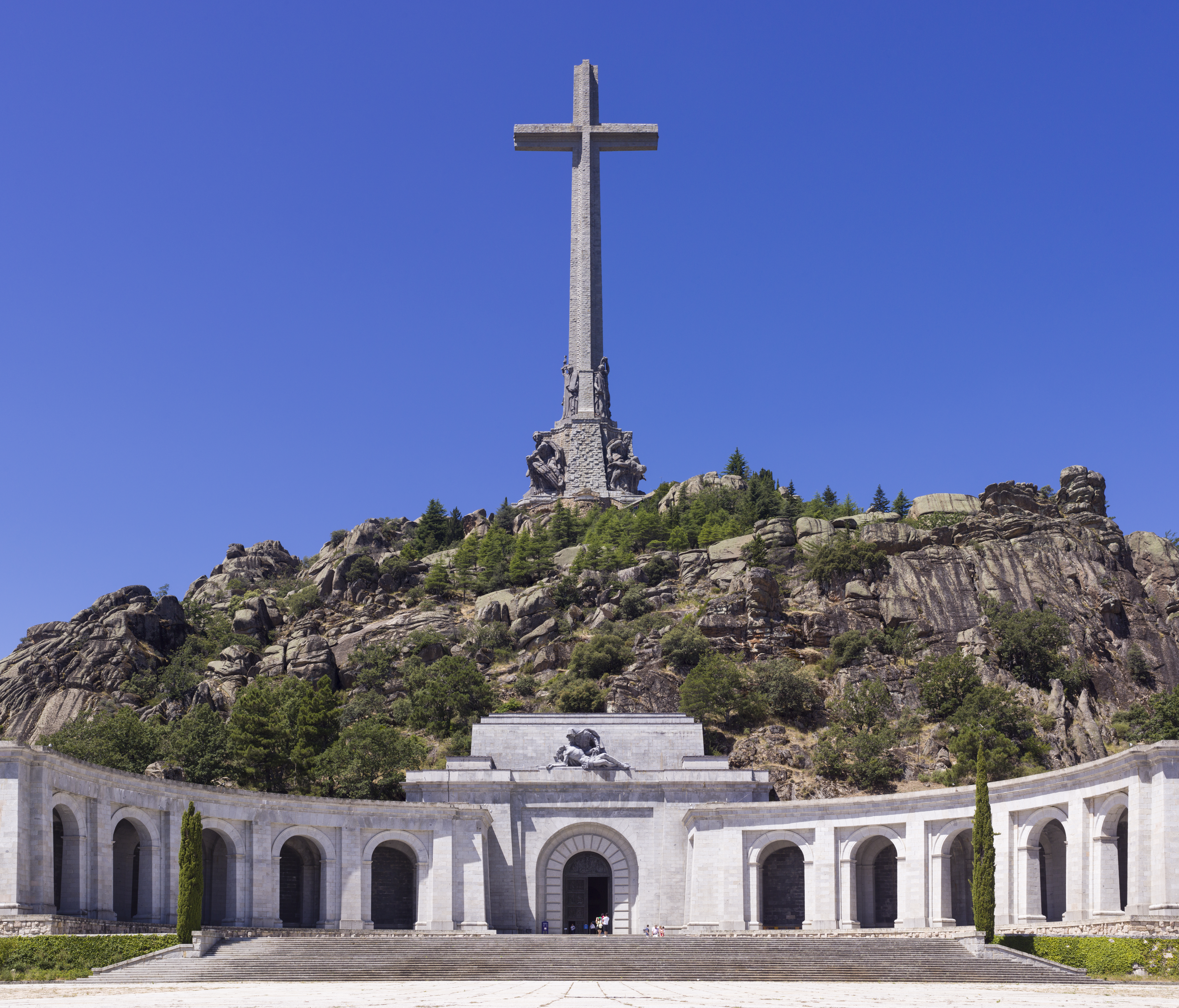
وادي الشهداء وهو نصب تذكاري ضخم بناه فرانكو بالقرب من مدريد بعد الحرب، لإحياء ذكرى القتلى من كلا الجانبين.